# 松本大輝 (競馬)
松本 大輝（まつもと ひろき、2002年10月11日 - ）は、中央競馬（JRA）・栗東トレーニングセンターの騎手。滋賀県出身。

## 来歴
父は元JRA騎手の松本達也で祖父は栗東ホースクラブの場長を務めており幼い頃から馬に携わっていた。第50回宝塚記念でドリームジャーニーが勝利したのを現地で目の当たりにし、騎手を志すようになる。
2018年に競馬学校へ37期生として入学する。模擬レース8戦の総合ポイントで争う「競馬学校チャンピオンシップ」で45.5ポイントを獲得して優勝。騎乗技術優秀者に贈られる「アイルランド大使特別賞」を受賞した。
2021年2月に競馬学校を卒業し騎手免許交付初日の3月6日、1回阪神競馬7日目第2Rにてハッチ（16頭立て13番人気）に騎乗してデビューし、結果は12着だった。同日の第10R播磨ステークスでピンシャンに騎乗し、同期で唯一特別競走に騎乗した。デビュー2週目の3月13日中京6Rでヴァルキュリア（16頭立て2番人気）で初勝利。
デビュー3年目の2023年3月26日に行われた高松宮記念にてディヴィナシオンに騎乗してG1初騎乗を果たした。

## エピソード
趣味は釣り、特技は乗馬。
身長176cmと騎手の中では高身長であり武幸四郎以来の高身長騎手として話題になった。

## 騎乗成績

### 概要
|            | 日付          | 競馬場・開催    | 競走名           | 馬名             | 頭数 | 人気 | 着順 |
| ---------- | ------------- | --------------- | ---------------- | ---------------- | ---- | ---- | ---- |
| 初騎乗     | 2021年3月6日  | 1回阪神7日目2R  | 3歳未勝利        | ハッチ           | 16頭 | 13   | 12着 |
| 初勝利     | 2021年3月13日 | 2回中京1日目6R  | 4歳以上1勝クラス | ヴァルキュリア   | 16頭 | 2    | 1着  |
| 重賞初騎乗 | 2022年8月14日 | 4回小倉2日目11R | 小倉記念         | ピースオブエイト | 16頭 | 4    | 5着  |
| GI初騎乗   | 2023年3月26日 | 2回中京6日目11R | 高松宮記念       | ディヴィナシオン | 18頭 | 16   | 14着 |